# Senatet (Thailand)
 For alternative betydninger, se Senatet. (Se også artikler, som begynder med Senatet)
Thailands senat (thai: วุฒิสภา, transskription: Wutthisapha; tidligere benævnt พฤฒสภา, transskription: Phruetthasapha) er det thailandske parlaments overhus. I overensstemmelse med Thailands forfatning fra 2017 er senatet et ikke-partisk lovgivende kammer, der består af 250 medlemmer. Alle 250 senatorer er udpeget af det kongelige thailandske militær for en fem-årig periode fra 28. maj 2019, til udløb den 11. maj 2024. Herefter skal senatet bestå af 200 indirekte valgte senatorer. De tidligere udpegede senatorer fortsætter dog, indtil de ny senatorer er valgt.

## 2024 senatorvalg
Valgkommissionen (EC) forventede cirka 100.000 ansøgninger til de i 2024, 200 ledige senatstillinger. For at være kvalificeret ansøger, skal man være thailandsk statsborger, født i Thailand, mindst 40 år gammel og med minimum 10 års erhvervserfaring. Desuden må ansøgere må ikke være tilknyttet noget politisk parti, have en politisk post, arbejde for statslige organer eller være blandt de nuværende 250 senatorer. I alt 48.117 personer meldte sig som kandidater, hvoraf 2.995 passerede den krævende udvælgelsesproces.
Ved afstemning fik tidligere premierminister, Somchai Wongsawat, overraskende ikke stemmer nok, hvilket ansås som mistanke om internt forræderi i Pheu Thai-partiet ledet af den indflydelsesrige tidlige premierminister Thaksin Shinawatra, da Somchai er Thaksins svoger. Mange af de 200 nye senatorer menes at være tilknyttet Bhumjaithai-partiet, ledet af Newin Chidchob. Denne hemmelige indflydelse fra Bhumjaithai har yderligere kompliceret det politiske landskab, hvilket tyder på, at Thaksins kontrol over den Pheu Thai-ledede koalitionsregering muligvis er ved at aftage. Flest stemmer, 79 i alt, gik til En 45-årig kosmetolog, doktor Keskamol Pliensamai, hvis legitimationsoplysninger omfatter at rådgive Husudvalget for Lov, Retfærdighed og Menneskerettigheder og lede en arbejdsgruppe med fokus på at forbedre arbejdsministeriets nationale konkurrenceevne.
Den 11. juli godkendte Valgkommissionen 200 nye senatorer og yderligere 99 reservekandidater. En kandidat var blevet diskvalificeret, da det blev konstateret, at vedkommende var rådgiver for præsidenten for Ang Thong-provinsens administrative organisation, som en lokal ledende stilling.

## Historie
Ved daggry den 24. juni 1932, samledes en gruppe af progressive militærofficerer og bureaukrater, der kaldte sig Folkets parti (engelsk: Peoples Party, thai: คณะราษฎร, udtales som Khana Ratsadon), foran Dusit-kongepaladset i Bangkok, med støtte fra militæret. Folkets Parti var opstået blandt thailandske studerende i Frankrig i 1926. Blandt medlemmerne var blandt andre Pridi Banomyong og Plaek Khitasangka, der senere blev feltmarskal Plaek Pibulsonggram. Da disse studerende vendte tilbage til Thailand, var deres chancer for at tage magten lig nul, indtil fire militærofficerer sluttede sig til gruppen. Lederen, øverstkommanderende over hæren, Phraya Phahon Phonphayuhasena, der blandt andet var uddannet som ingeniør i Danmark, stod med front mod den kongelige tronsal og proklamerede, at kongens enevældige regering af landet var forbi. Kong Prajadhipok (Rama VII), der spillede golf i Hua Hin, hvor en række af kongelige sommerpaladser ligger, indvilgede senere samme dag i at opgive enevælden. Siam blev derved til konstitutionelt monarki, og dagen blev udnævnt som Nationaldag.
Kong Prajadhipok underskrev den midlertidige forfatning af 1932, hvori han etablerede den første lovgivende forsamling i Thailand. Det var et helt kongeligt udpeget kammer, Repræsentanternes Hus. Den første samling af Folkeforsamlingen blev afholdt den 28. juni 1932 i Ananta Samakhom Throne Hall, der kom til at fungere som parlament helt frem til 1974.
Siden 1932 har Thailand haft flere end 20 forfatninger. Hovedspørgsmålet har gennemgående været om, hvor magten skal koncentreres, i Repræsentanternes Hus, eller skal et senat også have en vis autoritet? Og skal en forfatningsdomstol have beføjelse til at tilsidesætte, hvad folk mener om politikere?
Med andre ord, så har landets forfatninger og ændringsbestræbelser frem til i dag, alle kredset om kong Prajadhipoks ædle bekymring og Folkets Partis idealistiske, proklamerede mål fra dengang Thailand skiftede fra enevælde til konstitutionelt monarki. Nogle gange ville de, der troede, at demokratiet ville rette sig selv, hvis det fik en reel chance og tid nok, sejre. På andre tidspunkter sagde de, at det ville gå langsommere.
Da Thailand vedtog demokratisk regeringsregime med kongen som statsoverhoved og grundloven, som statens øverste lov, hvori foreskrives, at statens administration i det parlamentariske system af den suveræne magt, tilhører den thailandske befolkning, opdeltes den suveræne magt i tre: Den lovgivende, den udøvende og den dømmende afdeling. Kongen udøver en sådan magt gennem parlamentet, rådet af ministre og domstole.
Fra 1932 til 1947 havde Thailand etkammersystem.

Tokammersystem opstod først med forfatningen af 1946, da Pridi Banomyong-regeringen indførte et overhus efter britisk forbillede. Senatet skulle vælges fuldt ud, men valget ville være indirekte, da Repræsentanternes Hus ville vælge senatorerne for seks år af gangen. Forfatningen fra 1946 blev imidlertid ophævet kort tid efter ved et militærkup. Efterfølgende forfatninger så kun lejlighedsvis tokammersystem, og når det fandtes, var senatet fyldt med udnævnte senatorer fra militæret og eliten. Først med 1997-forfatningen blev det atter et fuldt valgt senat. 1997-forfatningen blev ophævet efter militærkuppet i 2006. Den ny 2007-forfatning opfordrede til et halvt valgt/halvt udpeget senat. 2007-forfatningen blev ophævet i 2018 efter militærkuppet i 2014, hvorefter senatet blev fuldt udpeget.
Både Senatet og Repræsentanternes Hus blev opløst som følge af 2014-militærkuppet, hvor de blev erstattet med Den Nationale lovgivende Forsamling med et kammer på 250 medlemmer, udvalgt af Det Nationale Råd for Fred og Orden (National Council for Peace and Order). 2017-forfatningen, som blev godkendt ved en folkeafstemning i 2016, gav mulighed for et senat med 250 medlemmer, som ikke blev valgt, men derimod udpeget af en særlig komité, der var udpeget af militæret. Som sådan var senatet siden 2019 ofte betragtet som et gummistempel for beslutninger, der allerede var truffet af militærets ledere.

### Historisk tidslinje
- 1947, første senat med 100 kongligt udpegede senatorer.
- 1952, tilbagevenden til etkammersystem med 123 medlemmer.
- 1968, genetablering af senatet med 164 kongeligt udpegede senatorer.
- 1972, den thailandske lovgivende forsamling bliver forbudt af Thanom Kittikachorn.
- 1974, genetablering af det kongeligt udpegede senat.
- 1976, tilbagevenden til etkammersystem med 360 kongeligt udpegede medlemmer.
- 1978, genetablering af senatet med 225 kongeligt udpegede senatorer.
- 1991, tilbagevenden til etkammersystem med 292 kongeligt udpegede medlemmer.
- 1997, etablering af det første fuld ud valgte senat med 200 senatorer, valgt for en 6-års periode.
- 2006, efter militærkuppet i 2006 indføres en midlertidig forfatning med en 250-medlemmers lovgivende forsamling.
- 2007, genetablering af senatet, hvor halvdelen af senatorerne er udpeget og halvdelen valgt.
- 2014, efter militærkuppet i 2014 indføres en midlertidig forfatning med en 220-medlemmers lovgivende forsamling.
- 2018, efter vedtagelse af 2017-forfatningen, bliver nationalforsamlingen genindført.
- 2019, det ny senat består af 250 senatorer udpeget af militæret for en fem-årig periode, der bliver samtidigt afholdt parlamentsvalg til Repræsentanternes Hus.
- 2024, senatet ændres til at bestå af 200 indirekte valgte senatorer.